# Chapultepec
Pour les articles homonymes, voir Chapultepec (homonymie).
Chapultepec est une colline et un grand parc, située à quelques kilomètres au sud-ouest du centre de Mexico dans la division territoriale Miguel Hidalgo. 
Chapultepec fut toujours un lieu spécial pour les Mexicains depuis que les Aztèques y construisirent une implantation temporaire lorsqu'ils arrivèrent du nord du Mexique dans les années 1200.  

## Situation

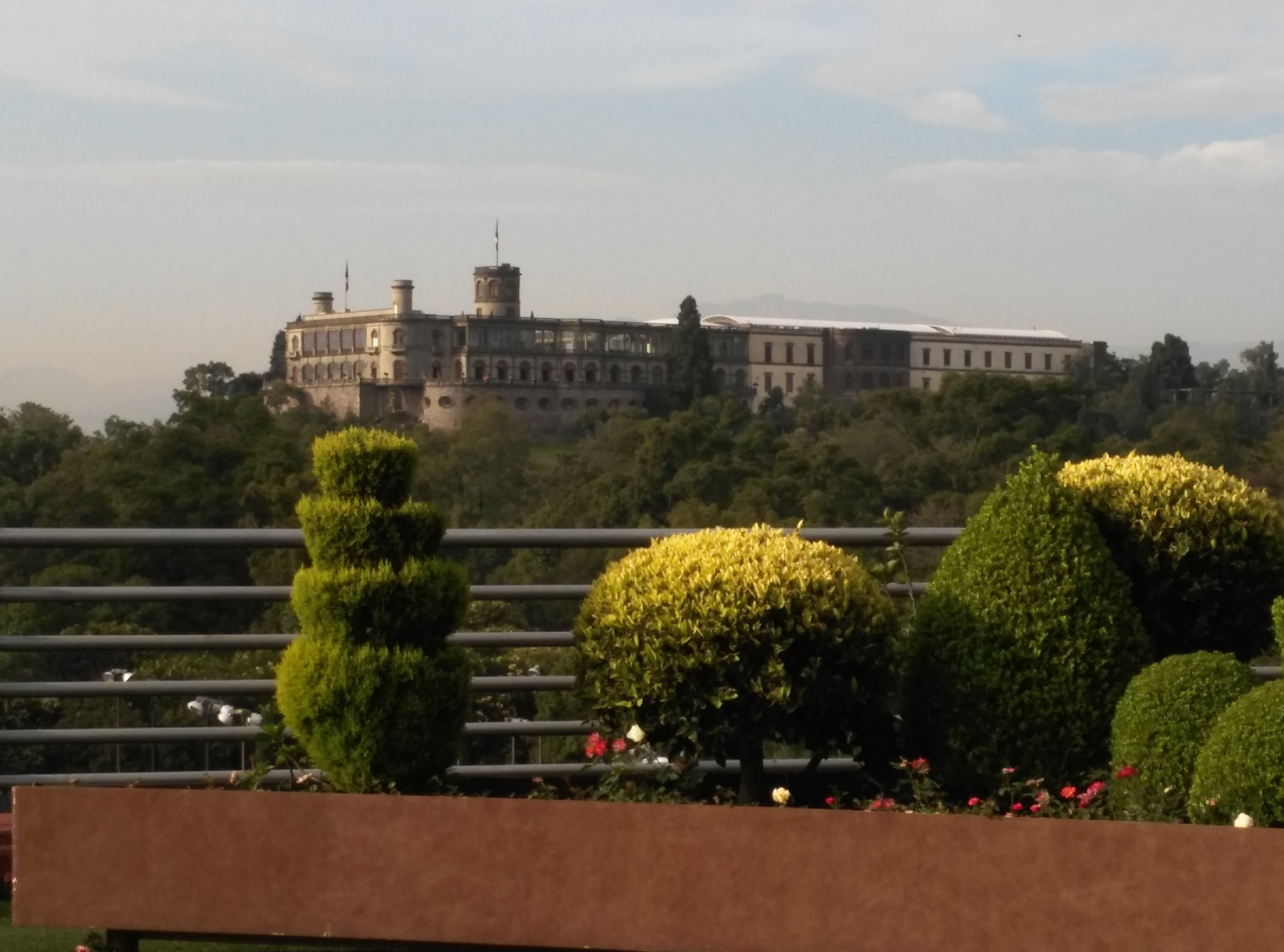
Le château de Chapultepec.

Dans le moderne Mexico, le parc de Chapultepec, est composé de la colline et de plus de 500 hectares de terrains alentour, il comprend notamment le château de Chapultepec où l'empereur Maximilien et l'impératrice Carlota du Mexique vécurent, le musée national d’anthropologie, le musée d'arts modernes,  le musée Tamayo et le monument Los Niños Héroes (à la mémoire des cadets qui défendirent le château de Chapultepec, alors académie militaire, lors de l'invasion des troupes américaines le 13 septembre 1847 durant la bataille de Chapultepec).
Le 8 mars 1945, l'Acte de Chapultepec fut signé dans le château du même nom. Ses clauses redéfinissaient les relations interaméricaines en laissant – théoriquement – une plus grande latitude aux pays latino-américains.

## Histoire

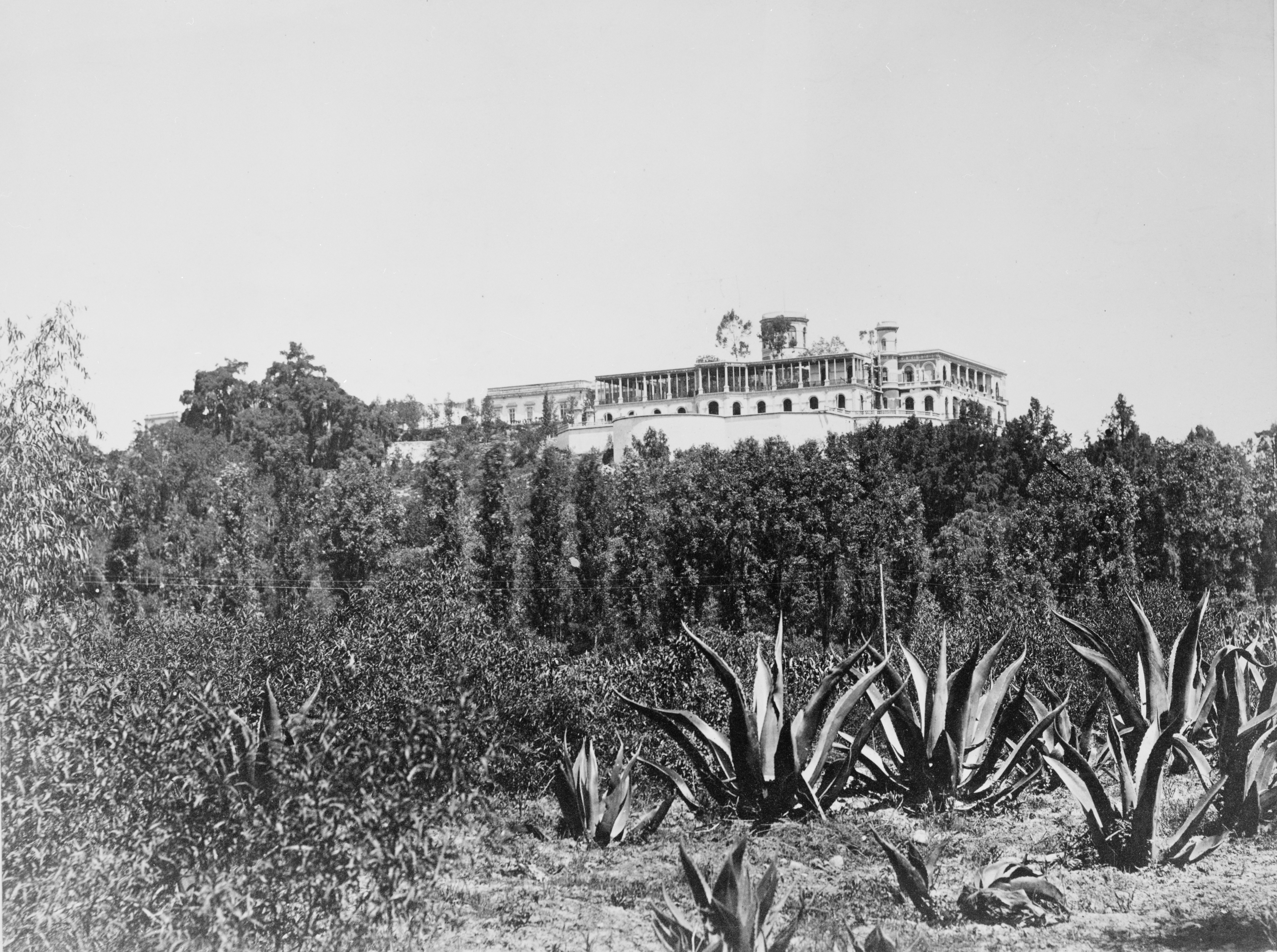
Photo Abel Briquet, c. 1880.

Selon les traditions rapportées par différents codex indigènes, Chapultepec aurait été le premier lieu où les Aztèques tentèrent de se fixer au cours de leur migration semi-légendaire depuis Aztlan. Selon les différentes sources, ils y auraient séjourné de 20 à 46 ans. Leurs voisins ne virent pas leur arrivée d'un bon œil et se liguèrent contre eux. Les Aztèques furent écrasés et les survivants se réfugièrent auprès du souverain de Colhuacan.
Chapultepec continua à jouer un grand rôle dans l'histoire des Aztèques après leur établissement à Tenochtitlan. C'est de là que partait l'aqueduc qui ravitaillait la cité insulaire en eau douce. Selon les récits des chroniqueurs du XVIe siècle Diego Durán et Fernando Alvarado Tezozómoc, à partir de Moctezuma Ier, plusieurs souverains aztèques firent graver leur image en relief sur des rochers à Chapultepec. Il n'en subsiste que des restes martelés et difficilement reconnaissables de l'effigie du dernier souverain aztèque, Moctezuma II, dans le parc actuel de Chapultepec.

## Étymologie
Chapultepec vient du nahuatl. Il est composé de trois parties : « chapolin », qui signifie « sauterelle » + « tepetl », qui signifie « montagne » + le suffixe locatif « c » et veut dire «sur la montagne des sauterelles».

## Plan

Plan général des trois sections du parc de Chapultepec, avec le Cimetière Civil de Dolores (dans lequel se trouve la Rotonda des Personnes illustres) et les quartiers de Tacubaya et Polanco.